# 5 (Flow)
#5 è il quinto album discografico del gruppo musicale giapponese j-pop Flow, pubblicato il 28 gennaio 2009 dalla Ki/oon Records. Il disco ha raggiunto la settima posizione degli album più venduti in Giappone.

## Tracce
1. WORLD END – 3:47
2. HEAVENLY STARS – 2:59
3. PULSE – 3:39
4. SNOW FLAKE ~Kioku no Koshitsu~ (Album Version - 記憶の固執) – 5:11
5. ANTHEM – 3:55
6. BRAND-NEW DAY – 3:34
7. Akai Siren (赤いサイレン) – 3:35
8. Antares (アンタレス) – 4:55
9. MUSIC – 3:30
10. WORD OF THE VOICE – 3:48
11. Butterfly (バタフライ) – 4:56
12. Gakuen Tengoku (学園天国; Gakuen Heaven) – 3:12 – Bonus Track